# Iuliu Sonea
Iuliu Sonea (n. 1887, Bobota, jud. Sălaj - d. 26 iunie 1975, Cluj) a fost delegat al cercului electoral Beclean în Marea Adunare Națională de la Alba Iulia.

## Biografie
Iuliu Sonea a studiat teologia la Gherla, slujind mai apoi ca preot în Cociu, localitate din județul Someș. A fost un adept și un acționar pentru aplicarea Reformei agrare din 1921 în Cociu și în satele aflate în apropiere. În timpul dominației horthyste și în special în 1940, a suferit mari persecuții.